# Nes (Bjugn)
Nes est une localité du comté de Trøndelag, en Norvège. Le village est situé sur la côte ouest de la péninsule de Fosen, à seulement 8 kilomètres à l’est des îles Tarva. Nes est situé le long de la route de comté norvégienne 115, à environ 12 kilomètres à l’ouest du village de Botngård. L’église de Nes est située dans le village. Le village était autrefois le centre administratif de l’ancienne municipalité de Nes, qui a existé de 1899 jusqu’à sa dissolution en 1964.

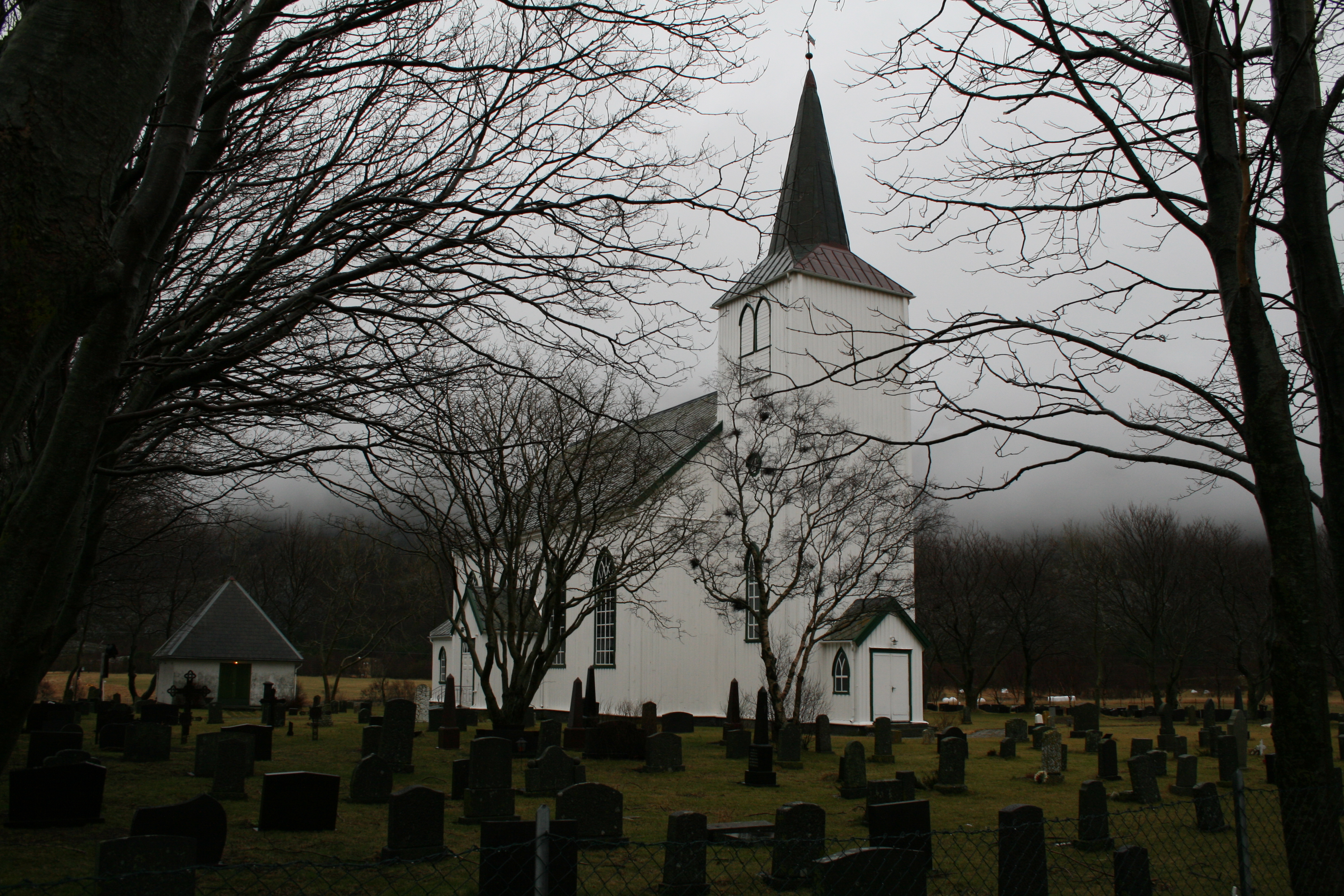
Vue de l’église de Nes